# تو دونغزو
تو دونغزو (بالصينية: 涂东旭) (13 نوفمبر 1991 بغوانزو في الصين - ) هو لاعب كرة قدم صيني في مركز الدفاع.

## وصلات خارجية
- تو دونغزو على موقع قاعدة بيانات كرة القدم.إي يو (الإنجليزية)
- تو دونغزو على موقع Soccerway.com (الإنجليزية)